# بین شیمادا
بین شیمادا (ژاپنی: 島田 敏; ۲۰ نوامبر ۱۹۵۴ –) بازیگر و صداپیشه اهل ژاپن است. وی از سال ۱۹۷۸ میلادی تاکنون مشغول فعالیت بوده است.
از فیلم‌ها یا برنامه‌های تلویزیونی که وی در آن نقش داشته است می‌توان به آشورا اشاره کرد.